# Augusto Loureiro
Augusto César de Sampaio Loureiro (Ponta Delgada, 2 de janeiro de 1839 — Ponta Delgada, 4 de setembro de 1906) foi um jornalista, poeta e contista com múltiplas monografias publicadas e volumosa colaboração dispersa por jornais dos Açores e de Lisboa, cidade onde viveu parte da sua vida.

## Biografia
Nasceu na cidade de Ponta Delgada, em cujo liceu concluiu o ensino secundário. Empregou-se como funcionário das alfândegas, mas dedicou-se desde muito cedo à escrita, com destaque para a poesia. A sua obra poética anda dispersa por alguns jornais açorianos e lisboetas do seu tempo, tendo deixado algumas líricas que o colocam entre os seus pares açorianos da última geração romântica.
Para além da poesia, tem prosa dispersa por jornais dos Açores e de Lisboa. Neste campo destacou-se como contista, sendo o primeiro, nos Açores, a retratar ambientes e personagens predominantemente rústicos. Também se dedicou à tradução de obras de romancistas franceses.
Tanto em Ponta Delgada, como em Lisboa, cidade onde viveu parte da sua vida profissional de funcionário alfandegário, dedicou-se ao jornalismo, colaborando em vários jornais da época. Também dirigiu, redigiu ou foi proprietário dos jornais Gazetilha Semanal (1864-?), Jornal de Notícias (1871-1875), Revista Universal: jornal dedicado aos interesses das ilhas adjacentes e provincias ultramarinas (1877), O Figaro: diario portuguez e brazileiro (1881-1884), Os Açores (1904) e O Heraldo.

### Obras publicadas
Publicou: 
- Chegada do Exmo. actor Francisco Alves da Silva Taborda. Ponta Delgada, s.e. [poesia], 1866;
- Adeus a Taborda. Ponta Delgada, s.e. [poesia], 1866;
- Almanaque Anti-Jesuítico, de colaboração com Francisco Xavier da Silva, para o ano de 1868;[4]
- Justiça de Deus, drama em 4 atos, Ponta Delgada, Typ. do Ecco Social, 1868;[4]
- Hymno da banda marcial denominada Lealdade de Vila Franca do Campo, Ponta Delgada, 1868;
- À Beira-Mar: contos, phantasias e digressões, Luso-Britannica, Lisboa, 1869;[4] (1869)
- Esboço Biográfico do Conde da Praia da Vitória, no Almanaque Açoreano de 1872;[4]
- Traços Biográficos do Visconde de Santana, no Almanaque Popular dos Açores de 1873;[4]
- Almanaque para Todos, Ponta Delgada, Imprensa Commercial, 1873, 1874 e 1875;[4]
- À Mme. Marie Pavoni Moretti dans la fête au Theatro Michaelense,  1875.
- Serões de Inverno (contos), Ponta Delgada, 1876;[4]
- A Noviça;[4]
- Conchita;[4]
- A Granadina;[4]
- O Cego;[4]
- Hymno dedicado ao exmo. snr. João Lourenço da Silva [ms.]. Rabo de Peixe, s.e., 1895;
- Biografia do Dr. Caetano de Andrade, publicada no jornal A Actualidade de Ponta Delgada, n.º 66, edição de 4 de abril de 1897;[4]
- Perfil do Conselheiro Ernesto Rodolfo Hintze Ribeiro, publicado no jornal A Actualidade, de Ponta Delgada, n.º ??, edição de 20 de julho de 1897;[4]
- Perfil de Francisco Peixoto da Silveira, publicado no jornal A Actualidade, n.º ??, de 24 de Outubro de 1897;[4]
- Perfil de Maurício Bensaúde (Moisés Bensaúde), publicado no jornal A Actualidade, de Ponta Delgada, n.º ??, edição de 6 de março de 1898;[4]
- A Bruxa, scenas açoreanas, Lisboa, José Bastos, 1901;[4]
- Conselheiro Ernesto Rodolfo Hintze Ribeiro: memória da sua visita à ilha de S. Miguel em Julho de 1901. Ponta Delgada, Typo-Lyt. a vapor de Ferreira & Cª., 1901.

Traduziu da língua francesa:
- Pagem ou Flor de Maio, de Pierre Alexis Ponson du Terrail.[4] Ponta Delgada, Imp. Commercial, 1872;
- Bianca Cappello, de Thomaz Anquetil. Lisboa, Typ. Portugueza, 1890 (tradução de: Bianca Capello ou Venise et Florence au XVIe siècle: avec une préface par Al. Dumas de Achille Thomas-Anquetil).